# Dornoch
Dornoch, schottisch-gälisch: Dòrnach, ist der Hauptort der traditionellen Grafschaft Sutherland mit 1208 Einwohnern. Das Dorf liegt an der Ostküste Schottlands im Schottischen Hochland am Dornoch Firth.
Die Ortschaft hat den Status einer Royal Burgh. Sie liegt nahe der A9, die einen Teil der Europastraße 15 bildet.

## Sehenswürdigkeiten und Geschichte
Die Dornoch Cathedral wurde zu Beginn des 13. Jahrhunderts unter der Herrschaft König Alexanders II. und unter Gilbert of Moray, Bischof von Caithness erbaut und 1239 geweiht, brannte jedoch 1570 bei einem Feuer aus und wurde zum Teil im historisierenden viktorianischen Stil im 19. Jahrhundert wieder aufgebaut. Das Grabmal Gilberts, der angeblich heiliggesprochen wurde, befand sich in der Kirche und wurde zur Zeit der Reformation (1545) samt den Gebeinen entfernt.
Gegenüber der Kathedrale liegt Dornoch Castle, dessen älteste Gebäude aus dem 12. Jahrhundert stammen und das ursprünglich Sitz der Bischöfe von Caithness war. 1570 wurde es genau so wie die Kathedrale bei einer Fehde zwischen den Clans McKay and Murray in Brand gesetzt. Heute dient es als bekanntes und beliebtes Hotel.
In Dornoch gibt es einen bekannten Golfplatz, der als einer der ältesten Golfplätze der Welt gilt und auf dem der bekannte Golfplatzdesigner Donald Ross seine Karriere als Greenkeeper begann.
Der Achaidh Cairn ist eine Megalithanlage des Orkney-Cromarty-Typs (OC), westlich von Dornoch.

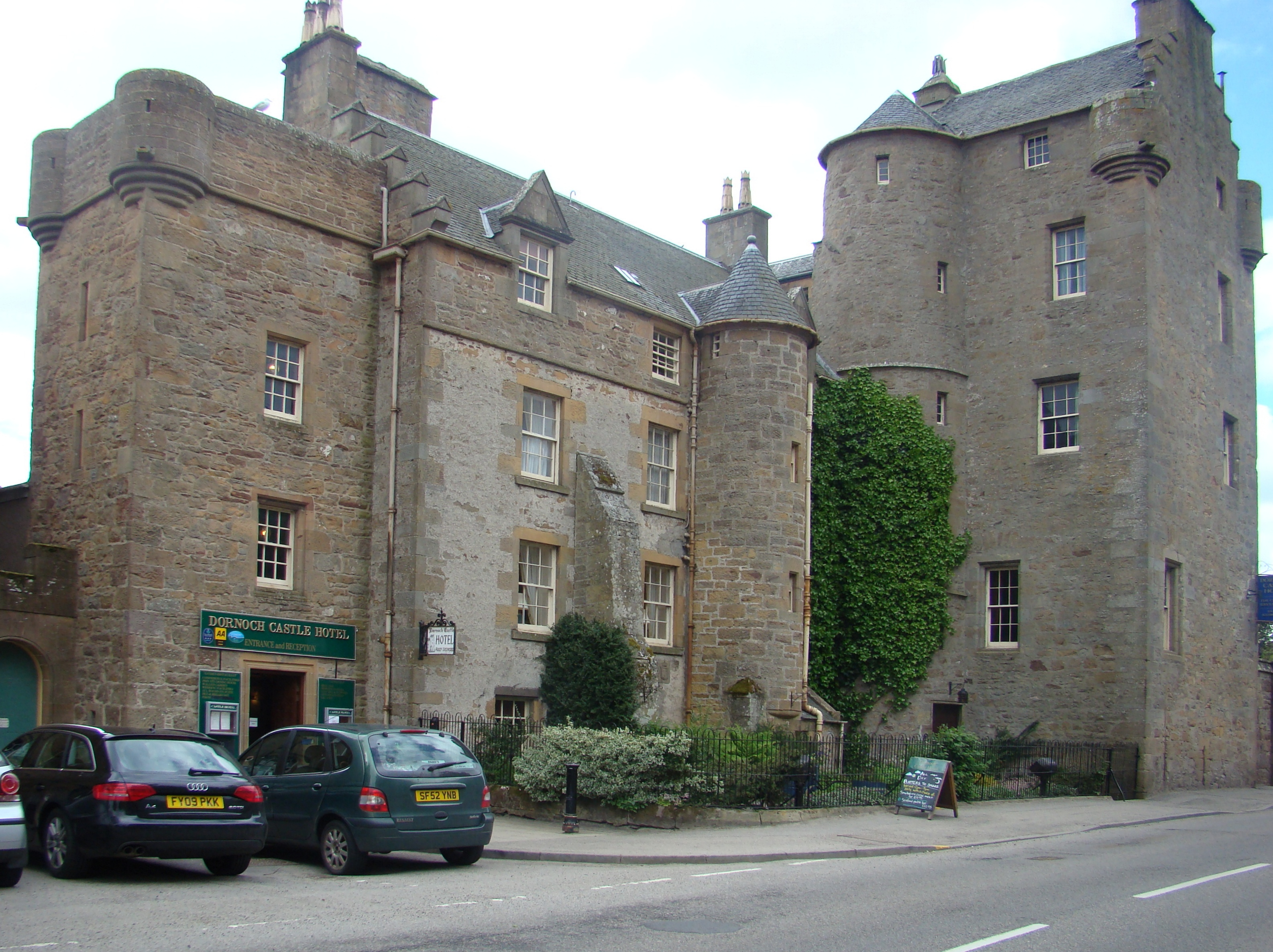
Dornoch Castle
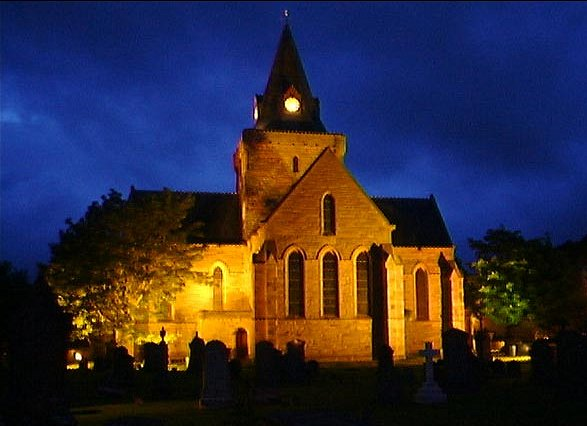
Die nachts angestrahlte Kathedrale von Dornoch
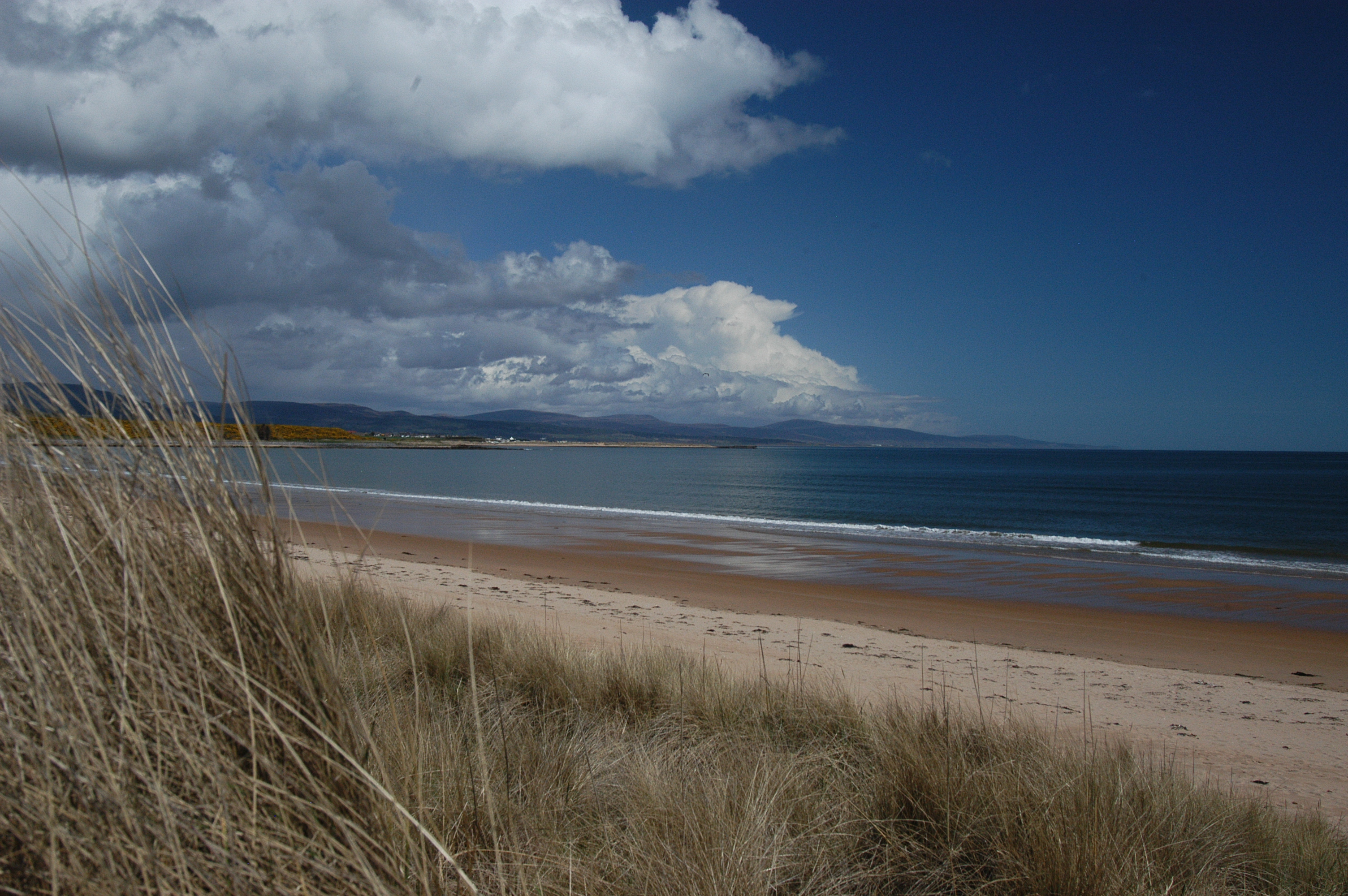
Dornoch Beach

## Besondere Ereignisse
Dornoch ist bekannt als der Ort, in dem die letzte Hexenverbrennung in Schottland stattgefunden hat: Janet Horne wurde 1727 zum Tode verurteilt. Ein Gedenkstein, der Witch’s Stone, erinnert an ihren Tod, auf ihm wird allerdings das Jahr 1722 genannt.
Am 21. Dezember 2000 wurde in dieser Kathedrale Rocco, der Sohn des Popstars Madonna, getauft. Madonna heiratete am darauffolgenden Tag Guy Ritchie im nahegelegenen Schloss Skibo. Die britische Schauspielerin Talulah Riley heiratete am 25. September 2010 in der hiesigen Kathedrale den südafrikanisch-amerikanischen Unternehmer Elon Musk.

## Wirtschaft
Am 13. Januar 2005 erhielt Dornoch den Status einer Fairtrade Town von der britischen Siegelorganisation des Fairen Handels verliehen.

## Flugplatz Dornoch
Der Flugplatz Dornoch ( IATA: DOC) liegt südlich von Dornoch. Die Start- und Landebahn aus Gras mit einer Ausrichtung von 10/28 ist 750 Meter lang und 23 Meter breit. Der Flugplatz liegt auf einer Höhe von 0,3 m (1 ft) über dem Meeresspiegel.

## Persönlichkeiten
- George Gordon, 15. Earl of Sutherland (1633–1703), Peer und Politiker
- Donald Ross (1872–1948), Golfarchitekt